# 及川真夢
及川 真夢（おいかわ まゆ、1996年6月26日 - ）は、日本の元女子バレーボール選手。

## 来歴
鹿児島県指宿市出身。2人姉妹の長女。両親の影響で自身も小学4年生（10歳）のころにバレーボールをはじめる。
東九州龍谷高等学校時代にはキャプテンを務めていた。
2018年12月6日、岡山シーガルズへの入団内定が発表された。同期入団は高柳有里、永間香奈子ら。
2018年12月9日、試合出場可能になったこの日のトヨタ車体クインシーズ戦において、V1デビューを果たした。
2019年4月、岡山シーガルズへ正式に入団。同期入団は高柳有里、永間香奈子ら。
2020年1月27日、日本代表チームに初選出。
2023年、2022-23シーズン終了をもって現役を引退した。

## 球歴
- ユニバーシアード競技大会：3位
- 2019年度 第30回ユニバーシアード競技大会：日本代表[9]
- 2020年度 日本代表候補[5]

## 所属チーム
- 東九州龍谷高等学校（2012-2015年）
- 青山学院大学（2015-2019年）
- 岡山シーガルズ（2019-2023年）

## 受賞歴
- 2017年度 第36回東日本バレーボール大学選手権大会：ブロック賞
- 2018年度 春季関東大学女子１部バレーボールリーグ戦：ブロック賞[10]
- 2018年度 第65回スーパーカレッジ女子大学選手権大会：敢闘選手賞

## 個人成績
V.LEAGUEの個人成績は下記の通り。
| 大会        | チーム      | 出場     | 出場        | アタック | アタック | アタック | アタック | バックアタック | バックアタック | バックアタック | バックアタック | アタック 決定本数 | ブロック | ブロック       | サーブ | サーブ         | サーブ   | サーブ | サーブ | サーブ   | サーブレシーブ | サーブレシーブ | サーブレシーブ | サーブレシーブ | 総得点      | 総得点      | 総得点   | 総得点      |
| ----------- | ----------- | -------- | ----------- | -------- | -------- | -------- | -------- | -------------- | -------------- | -------------- | -------------- | ----------------- | -------- | -------------- | ------ | -------------- | -------- | ------ | ------ | -------- | -------------- | -------------- | -------------- | -------------- | ----------- | ----------- | -------- | ----------- |
| 大会        | チーム      | 試 合 数 | セ ッ ト 数 | 打 数    | 得 点    | 失 点    | 決 定 率 | 打 数          | 得 点          | 失 点          | 決 定 率       | セ ッ ト 平 均    | 得 点    | セ ッ ト 平 均 | 打 数  | ノ 丨 タ ッ チ | エ 丨 ス | 失 点  | 効 果  | 効 果 率 | 受 数          | 成 功 ・ 優    | 成 功 ・ 良    | 成 功 率       | ア タ ッ ク | ブ ロ ッ ク | サ 丨 ブ | 得 点 合 計 |
| V1 2020-21  | 岡山        | 25       | 73          | 380      | 152      | 14       | 40.0     | 0              | 0              | 0              | -              | 2.08              | 33       | 0.45           | 235    | 1              | 5        | 11     | 54     | 7.1      | 23             | 18             | 4              | 87.0           | 152         | 33          | 6        | 191         |
| V1 2019-20  | 岡山        | 26       | 87          | 379      | 163      | 12       | 43.0     | 0              | 0              | 0              | -              | 1.87              | 34       | 0.39           | 282    | 1              | 4        | 16     | 76     | 7.1      | 4              | 2              | 2              | 75.0           | 163         | 34          | 5        | 202         |
| V1 2018-19  | 岡山        | 12       | 23          | 16       | 5        | 2        | 31.2     | 0              | 0              | 0              | -              | 0.22              | 3        | 0.13           | 33     | 0              | 1        | 0      | 8      | 9.1      | 0              | 0              | 0              | -              | 5           | 3           | 1        | 9           |
| 通算：3大会 | 通算：3大会 | 63       | 183         | 775      | 320      | 28       | 41.3     | 0              | 0              | 0              | -              | 1.75              | 70       | 0.38           | 550    | 2              | 10       | 27     | 138    | 7.2      | 27             | 20             | 6              | 85.2           | 320         | 70          | 12       | 402         |

## 出演

### YouTube
Vリーグ 
- 【Vリーグ公式】質問リレー☆女子編 #岡山シーガルズ #及川真夢 選手（2020年4月30日）
- 【Vリーグ公式】2020/1/26 V・ファイナルステージ ファイナル #岡山シーガルズ（2020年1月28日）

 岡山シーガルズ 
- 【2019-20 V.LEAGUE DIVISION1 WOMEN】1月19日（日）ファイナル8草津大会 試合後インタビュー【#12居村 杏奈選手・#8及川 真夢選手】（2020年1月19日）
- 【2019-20 V.LEAGUE DIVISION1 WOMEN】11月9日神戸大会 対久光製薬スプリングス戦【＃20丸山 亜季・＃8及川 真夢】（2019年11月9日）
- 【2018-19 V.LEAGUE DIVISION1】2019/1/26岡山大会 試合後インタビュー【#8及川 真夢選手】（2019年1月26日）

 山陽新聞デジタル 
- V1開幕前に岡山シーガルズ記者会見（2019年9月30日）

 KBS 
- 岡山シーガルズ V1リーグ準優勝を知事に報告「良い自信をつけながら戦えた」（2020年1月30日）

 青山学院大学 
- 「For the team.」青山学院大学女子バレーボール部2017（2017年6月30日）
- 「想いを胸に。」青山学院大学女子バレーボール部2017（2017年10月27日）
- ▶PLAY BACK 2017｜青学女子バレー 〜日本一を掴んだ青学の1年間〜（2018年1月5日）

### CS放送
- GAORA『心つなげ！岡山シーガルズ』第30回放送（2020年5月18日）[12]

### ラジオ
- レディオモモ『はばたけ！岡山シーガルズ～かもめラジオ』（2019年2月16日）[13]

### 雑誌
- 日本文化出版『月刊バレーボール 2020年5月号「日本代表で語ろう。『東九州龍谷高』OG対談その3」』

### イベント
- 岡山シーガルズ『トークショー＆ストレッチ教室』（2020年7月4日）[14]